# Diana Wallis

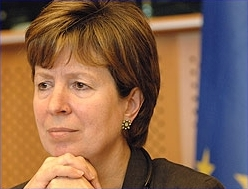
Diana Wallis

Diana Paulette Wallis (* 28. Juni 1954 in Hitchin, Hertfordshire) ist eine britische Juristin und Politikerin (LibDem). Von 1999 bis 2012 war sie Mitglied, von 2007 bis 2012 Vizepräsidentin des Europäischen Parlaments.

## Laufbahn

### Studium
Wallis studierte an der Universität London Geschichtswissenschaft und schloss ihr Studium mit dem Bachelor of Arts mit Auszeichnung ab. Anschließend absolvierte sie 1976 einen Master of Arts in Kommunalverwaltung an der University of Kent. Danach studierte sie Rechtswissenschaft an den Universitäten von Zürich und Lüttich sowie dem College of Law in Chester.

### Juristische Praxis
1984 wurde sie als Solicitor (Anwältin) zugelassen und war danach bis 1999 in London und Hull in einer Privatkanzlei tätig. Dabei spezialisierte sie sich auf grenzüberschreitenden Streitigkeiten innerhalb Europas und Internationales Privatrecht. Daneben lehrte sie an der University of Hull Rechtsvergleichung und Europäisches Wirtschaftsrecht.
Seit ihrem Ausscheiden aus dem Europaparlament arbeitet Wallis im Bereich der alternativen Streitbeilegung. Sie ist als Mediatorin beim Centre for Effective Dispute Resolution (CEDR) akkreditiert und gehört dem Board of Directors des International Mediation Institute (IMI) an. Sie ist außerdem ein Mitglied des Leitungsgremiums der Europäischen Rechtsakademie in Trier. Seit September 2013 ist sie die Präsidentin des European Law Institute (ELI).

### Politische Tätigkeit
Wallis wurde 1994 in den Rat der Grafschaft Humberside gewählt, nach deren Auflösung während der Verwaltungsreform 1996 hatte sie die entsprechende Funktion im Rat des East Riding of Yorkshire. Von 1995 bis 1999 war sie Vizebürgermeisterin des East Riding.
Bei der Europawahl 1999 wurde sie in das Europäische Parlament gewählt, wo sie den Wahlkreis Yorkshire and the Humber vertrat und sich der liberalen Fraktion ALDE anschloss. Bei den Europawahlen 2004 und 2009 wurde sie jeweils wiedergewählt. Bis Frühling 2007 leitete Wallis die Delegation des Europäischen Parlaments für Beziehungen mit der Schweiz, Island und Norwegen und den Gemeinsamen Parlamentarischen Ausschuss des Europäischen Wirtschaftsraums. Zusammen mit Stewart Arnold and Ben Idris Jones publizierte sie 2002 ein Buch über die Beziehungen der EU zu diesen Ländern (Forgotten Enlargement: Future EU Relations with Iceland, Norway and Switzerland, London: Centre for Reform).
Als Parlamentarierin setzte sie sich für Initiativen direkter Demokratie und insbesondere für die Europäische Bürgerinitiative ein, die schließlich 2009 mit dem Vertrag von Lissabon eingeführt wurde. Außerdem unterstützte sie nachdrücklich die Einrichtung der europaweit einheitlichen Notrufnummer 112. Zudem war sie maßgeblich verantwortlich für europäische Gesetzgebung auf dem Bereich des Internationalen Privatrechts, unter anderem als Berichterstatterin für die Brüssel-I- (gerichtliche Zuständigkeit und Anerkennung und Vollstreckung von Entscheidungen in Zivil- und Handelssachen) und die Rom-II-Verordnung. Darüber hinaus leitete sie die Ausarbeitung eines Berichts über die Rolle der nationalen Richter im Rechtssystem der EU („Wallis report“).
Ab 2007 war Wallis stellvertretende Präsidentin des Europäischen Parlaments. Zudem war sie Mitglied im Rechtsausschuss und im Petitionsausschuss des Parlaments. Am 19. Januar 2012 erklärte sie ihren Austritt aus dem Europäischen Parlament zum 31. Januar 2012, nachdem ihre Präsidentschaftsbewerbung erfolglos geblieben war.